# Furo MTV
Furo MTV foi um telejornal satírico brasileiro que foi produzido e originalmente transmitido pela MTV Brasil entre 2 de março de 2009 e 26 de setembro de 2013. O programa foi criado pela produtora Lilian Amarante, Flávia Boggio e  Gabriel Muller  e foi originalmente apresentado pelos comediantes Dani Calabresa e Bento Ribeiro. Com a saída de Dani Calabresa da MTV em 2012, ela acabou sendo substituída com a entrada de Bruno Sutter, Daniel Furlan, Paulinho Serra, Luiz Thunderbird e PC Siqueira no elenco do programa.
O jornal seguia a linha dos fake news shows, e era inspirado no formato do programa The Daily Show (Comedy Central) e no quadro Weekend Update do Saturday Night Live (NBC), que tem como objetivo mostrar os fatos do dia de uma maneira crítica, ácida, divertida e humorada. Os comediantes também fazem piadas e imitações dos programas e artistas das outras emissoras e da própria MTV.

## História
O programa foi criado junto com vários outros programas da MTV em março de 2009, numa tentativa de aumentar a audiência do canal, em uma das suas constantes crises, com duração inicial de 15 minutos. No segundo ano do programa, passou a ter 30 minutos de duração com a apresentação de novos quadros. Em julho de 2011, o programa chegou em sua edição de número 500 e teve conteúdo especial.
Na quarta temporada o programa tinha como repórteres Paulinho Serra e Tatá Werneck,ganhou uma nova roupagem, além de previsão do tempo e novos quadros como o "Furo nos Estados". Em entrevista ao jornal Super Notícia, o diretor Marcelo Botta disse: "Dani e Bento cada vez mais entrosados e engraçados são um dos motivos para ver o programa". Foi a última temporada em que Dani Calabresa apresentou o Furo MTV, sendo que a sua última gravação foi feita em 20 de dezembro de 2012. No dia seguinte, Calabresa assinou contrato com a Band para fazer parte da equipe do programa humorístico Custe o Que Custar a partir de 2013.

### Saída de Dani e entrada de Daniel Fulano, Paulinho Serra e Bruno Sutter
Devido a audiência e a repercussão do programa,a MTV decidiu continuar com sua produção, mesmo com a saída de Dani Calabresa da emissora. O VJ Thunderbird que ocasionalmente substituía um dos dois âncoras foi cotado para substituir Calabresa, mas o recém-contratado Daniel Furlan, ao lado de Paulinho Serra e Bruno Sutter foram adicionados na equipe. O programa voltará renovado, como disse o diretor de programação da MTV, Zico Goes: “é como se o Jornal Nacional virasse o Fantástico”. A nova temporada também contou com a presença de PC Siqueira no elenco. O Furo mudou de horário, e passou a ser apresentado ao vivo, de segunda a quarta, com um debate pré-gravado nas quintas.

### Fim do programa
Com a notícia de que a franquia da MTV Brasil seria descontinuada pelo Grupo Abril, a equipe de roteiristas do programa lançou um canal no YouTube chamado "Amada Foca", com esquetes de humor no estilo do programa, postados nas segundas e quintas-feiras. O primeiro vídeo do canal foi o clipe Jesus Humilha Satanás, paródia da música The Rhythm of the Night, no qual Paulinho Serra interpretava Satanás e Bruno Sutter aparece no papel de Jesus Cristo.
A última edição do programa foi exibida no dia 26 de setembro, data em que foi realizada a última transmissão ao vivo do canal. O fim das transmissões da MTV em sinal aberto motivou o fim do programa, pois a nova MTV, sob o comando da Viacom na América Latina, optou por mudar completamente o foco do canal, não reaproveitando nenhum de seus conteúdos anteriores. Com isso, o grupo criou uma versão alterada do programa para seu canal na internet. Com a consolidação do canal na internet, o programa, chamado Foca News, ganhou uma versão para a televisão no canal da TV paga FX.

## Equipe

### Apresentadores
- Dani Calabresa (2009–12)
- Bento Ribeiro (2009–13)
- Daniel Furlan (2013)
- Paulinho Serra (2013)
- Bruno Sutter (2013)
- Luiz Thunderbird (2013)

### Repórteres
- Didi Effe (Quadros: "Repórter Didi" e "Brilha o Pensamento") (2009–10)
- Bruno Motta (Quadro: "Quanto Ganha?" e "Controle Remoto") (2009–10)
- Gui Santana (2010–11)
- Luiz Thunderbird (2012–13)
- Paulinho Serra (2013)
- Bruno Sutter (2013)
- Daniel Furlan (2013)
- PC Siqueira (2013)

### Personagens recorrentes
- Peterson (voz de Pedro Leite): Repórter que passa informações por telefone e sempre morre no final das reportagens.[38]
- Lento Ribeiro (Bento Ribeiro): Irmão inteligente de Bento, que conhece tudo sobre economia e política.[39]
- Dani Milanesa (Dani Calabresa): Irmã nerd e inteligente Dani Calabresa.[39]
- Thammy Calabresa (Dani Calabresa): Irmã lésbica masculinizada de Dani, que sempre deixava Bento com medo.[40]
- Dona Grécia (Dani Calabresa): Personificação do ápice da crise da dívida pública da Grécia (2010 - 2012). O país era retratado como uma mulher falida e que trabalhava como empregada da União Europeia, carregando uma trouxa de roupas por não ter para onde ir. Sempre usava o bordão "só Zeus sabe".[39]
- Irene Scarlatine (Tatá Werneck): Repórter correspondente ruiva e atrapalhada que sempre se mete em confusão.
- Clóvis (voz de Bento Ribeiro): Um rato que trabalhava como cinegrafista e ocasionalmente cantava no programa.[38]
- Sapunheta (voz de Bento Ribeiro): Um fantoche de sapo que trabalhava na produção e só falava palavrão
- Sapiroca (voz de Bento Ribeiro): Um fantoche de sapo, primo de Sapunheta, que também trabalhava na produção e só falava palavrão[38]
- Porcocoito (voz de Bento Ribeiro): Um fantoche de porco que trabalhava na produção.[38]
- Jocasta: Uma baleia azul namorada de Bento (nunca foi revelado que se fantasiava).[39]

## Edições especiais

### Furo 500
No dia 19 de julho de 2011, o Furo MTV completou 500 programas inéditos, e para comemorar a data, foi exibido o "Furo Repórter", um documentário narrado pelo humorista Guilherme Santana imitando Sérgio Chapelin, que mostrava como Dani e Bento se conheceram. Foi revelado também os bastidores do programa, com depoimentos dos roteiristas e do diretor, além da rotina dos dois apresentadores.
O clima de comemoração continuou ao longo da semana. No dia 20, o programa foi apresentado de trás para frente, com inversão na ordem dos quadros do programa e trechos filmados e posteriormente exibidos ao contrário. Já no dia 21, houve o "Furo Awards", a entrega de prêmios da audiência com direito a atrações musicais do cantor Vinny.

### Furo MTV em Londres
Nos Jogos Olímpicos de Verão de 2012, Dani Calabresa e Bento Ribeiro viajaram para apresentar o programa direto de Londres, com a participação especial de Marcelo Adnet.  Com a viagem dos apresentadores titulares, o programa passou a ser apresentado temporariamente por convidados, como Nany People, Bruno Motta, Titi Müller, Rodrigo Tavares e os irmãos Supla e João Suplicy.

## Prêmios e indicações
| Ano  | Prêmio                  | Categoria        | Indicado | Resultado | Ref.   |
| ---- | ----------------------- | ---------------- | -------- | --------- | ------ |
| 2012 | Prêmio Jovem Brasileiro | Jornalismo Jovem | Furo MTV | Venceu    | [ 44 ] |